# Austrosimulium ungulatum
Austrosimulium ungulatum är en tvåvingeart som beskrevs av Tonnior 1925. Austrosimulium ungulatum ingår i släktet Austrosimulium och familjen knott. Inga underarter finns listade i Catalogue of Life.